# 王孝慈 (企業家)
王孝慈（1958年5月26日—，英文名：David Wang），台灣政治大學企業管理研究所碩士，台灣企業家。曾任職於台灣1111人力銀行副董事長兼集團總經理。